# Destiny Udogie
Destiny Iyenoma Udogie (Verona, 28 novembre 2002) è un calciatore italiano, difensore del Tottenham e della nazionale italiana.

## Biografia
Udogie è nato a Verona da genitori nigeriani ed è cresciuto a Nogara.

## Caratteristiche tecniche
È un terzino sinistro che può essere adattato anche da esterno di centrocampo o da mezzala. Oltre che per la sua versatilità, è tenuto in considerazione anche per la sua forza fisica. Dopo il suo arrivo al Tottenham, ha incrementato la variabilità del suo gioco.

## Carriera

### Club

#### Verona
Cresciuto nel settore giovanile del Verona, in cui aveva fatto il suo ingresso all'età di dieci anni, debutta in prima squadra l'8 novembre 2020, a 17 anni, entrando nel secondo tempo della gara di Serie A pareggiata (2-2) contro il Milan a San Siro. Incluso in pianta stabile tra i professionisti dal tecnico Ivan Jurić, colleziona sei presenze nella massima serie e una in Coppa Italia fino al termine della stagione.

#### Udinese
Il 15 luglio 2021 viene ceduto in prestito con obbligo di riscatto all'Udinese. Il 25 febbraio 2022 realizza la sua prima rete in Serie A, in occasione della gara pareggiata 1-1 contro il Milan a San Siro. Segna la sua seconda rete nella giornata successiva, contro la Sampdoria, per il 2-1 finale in favore dei bianconeri. Conclude la stagione, vissuta da titolare con gli allenatori Gotti e Cioffi, con 35 presenze in campionato e 5 gol.
Il 16 agosto 2022, Udinese e Tottenham trovano l'accordo per la sua cessione a titolo definitivo, con il calciatore che rimane in prestito ai friulani fino al termine della stagione 2022-2023. Inizia la seconda stagione all'Udinese trovando subito il gol alla terza giornata, nella gara vinta in casa del neopromosso Monza (1-2). Si ripete alla quinta giornata, firmando un gol nella gara interna vinta per 4-0 contro la Roma. Il 12 febbraio 2023, invece, apre le marcature dell'incontro di campionato con il Sassuolo (poi terminato sul 2-2) dopo appena 25 secondi dal fischio d'inizio, segnando così la rete più veloce della stagione, nonché la più veloce di sempre in massima serie per l'Udinese (avendo battuto il precedente record di Roberto Pereyra). Conclude la sua esperienza con i friulani con 71 presenze complessive e 8 gol.

#### Tottenham
Dopo aver iniziato la sua esperienza al Tottenham nel luglio del 2023, Udogie debutta con il club inglese il 13 agosto seguente, partendo da titolare nell'incontro di Premier League con il Brentford, pareggiato per 2-2. Il 10 dicembre dello stesso anno, invece, segna il suo primo gol nella massima serie inglese, aprendo le marcature nella partita contro il Newcastle Utd, vinto per 4-1. Due giorni dopo, rinnova ufficialmente il proprio contratto con gli Spurs fino al 30 giugno 2030. Durante la sua prima stagione a Londra, si impone in pianta stabile nella formazione titolare sotto la guida di Ange Postecoglou; tuttavia, nell'aprile del 2024, è costretto a chiudere anzitempo la stagione a causa di un infortunio al quadricipite femorale sinistro, che necessita una operazione.
All'inizio della stagione successiva, il 26 settembre 2024, debutta nelle coppe europee giocando nella gara di UEFA Europa League vinta 3-0 in casa contro il Qarabağ. Il 21 maggio 2025, vince l'Europa League, giocando da titolare nella finale vinta per 1-0 contro il Manchester Utd a Bilbao.

### Nazionale

#### Nazionali giovanili
Eleggibile per rappresentare sia l'Italia che la Nigeria (di cui sono originari i suoi genitori), Udogie ha sempre vestito la maglia azzurra, giocando per le varie rappresentative giovanili azzurre a partire dall'Under-16.
Nell'aprile del 2019, viene incluso dal selezionatore Carmine Nunziata nella rosa della nazionale Under-17 partecipante all'Europeo di categoria in Irlanda, in cui l'Italia arriva seconda, battuta in finale dai Paesi Bassi. Nel luglio dello stesso anno, viene convocato anche dalla nazionale Under-19 per l'Europeo di categoria in Armenia, che vede gli Azzurrini eliminati al primo turno.
Infine, a ottobre, rientra nella rosa partecipante al Mondiale Under-17 in Brasile, dove segna il gol della vittoria finale per 2-1 contro il Messico nella fase a gironi, che consente all'Italia di qualificarsi agli ottavi di finale con un turno d'anticipo; gli Azzurrini verranno poi eliminati ai quarti di finale dai padroni di casa.
Nel novembre del 2020 riceve la sua prima convocazione con la nazionale Under-21, venendo aggregato al gruppo di riserva per alcune gare di qualificazione all'Europeo 2021. Il 3 settembre 2021 esordisce in Under-21, in occasione della partita di qualificazione all'Europeo 2023 vinta per 3-0 contro il Lussemburgo. Nel giugno del 2023 viene incluso dal selezionatore Paolo Nicolato nella lista dei convocati per l'Europeo Under-21, organizzato in Georgia e Romania. In ballottaggio con Parisi, viene utilizzato unicamente nella prima partita e gli Azzurrini vengono eliminati nella fase a gironi.

#### Nazionale maggiore
Nel maggio del 2022 viene convocato in nazionale dal CT Roberto Mancini, per uno stage riservato ai migliori giovani talenti di interesse nazionale.
Convocato dal CT Luciano Spalletti in vista delle partite di qualificazione all'Europeo 2024 contro Malta e Inghilterra, fa il suo esordio in nazionale il 14 ottobre 2023, a 20 anni, subentrando a Federico Dimarco al 79º della gara contro Malta disputata a Bari, nella quale serve a Frattesi l'assist per il gol del definitivo 4-0. Tre giorni dopo, nella partita persa per 3-1 contro l’Inghilterra a Wembley, scende in campo per la prima volta come titolare.

## Statistiche

### Presenze e reti nei club
Statistiche aggiornate al 21 maggio 2025.
| Stagione         | Squadra          | Campionato       | Campionato | Campionato | Coppe nazionali | Coppe nazionali | Coppe nazionali | Coppe continentali | Coppe continentali | Coppe continentali | Altre coppe | Altre coppe | Altre coppe | Totale | Totale | Totale |
| Stagione         | Squadra          | Comp             | Pres       | Reti       | Comp            | Pres            | Reti            | Comp               | Pres               | Reti               | Comp        | Pres        | Reti        | Pres   | Reti   |        |
| ---------------- | ---------------- | ---------------- | ---------- | ---------- | --------------- | --------------- | --------------- | ------------------ | ------------------ | ------------------ | ----------- | ----------- | ----------- | ------ | ------ | ------ |
| 2020-2021        | Verona           | A                | 6          | 0          | CI              | 1               | 0               | -                  | -                  | -                  | -           | -           | -           | 7      | 0      |        |
| 2021-2022        | Udinese          | A                | 35         | 5          | CI              | 2               | 0               | -                  | -                  | -                  | -           | -           | -           | 37     | 5      |        |
| 2022-2023        | Udinese          | A                | 33         | 3          | CI              | 1               | 0               | -                  | -                  | -                  | -           | -           | -           | 34     | 3      |        |
| Totale Udinese   | Totale Udinese   | Totale Udinese   | 68         | 8          |                 | 3               | 0               |                    | -                  | -                  |             | -           | -           | 71     | 8      |        |
| 2023-2024        | Tottenham        | PL               | 28         | 2          | FACup+CdL       | 2+0             | 0               | -                  | -                  | -                  | -           | -           | -           | 30     | 2      |        |
| 2024-2025        | Tottenham        | PL               | 24         | 0          | FACup+CdL       | 0+2             | 0               | UEL                | 9                  | 0                  | -           | -           | -           | 35     | 0      |        |
| Totale Tottenham | Totale Tottenham | Totale Tottenham | 52         | 2          |                 | 4               | 0               |                    | 9                  | 0                  |             | -           | -           | 65     | 2      |        |
| Totale carriera  | Totale carriera  | Totale carriera  | 126        | 10         |                 | 8               | 0               |                    | 9                  | 0                  |             | -           | -           | 143    | 10     |        |

### Cronologia presenze e reti in nazionale
| Cronologia completa delle presenze e delle reti in nazionale ― Italia | Cronologia completa delle presenze e delle reti in nazionale ― Italia | Cronologia completa delle presenze e delle reti in nazionale ― Italia | Cronologia completa delle presenze e delle reti in nazionale ― Italia | Cronologia completa delle presenze e delle reti in nazionale ― Italia | Cronologia completa delle presenze e delle reti in nazionale ― Italia | Cronologia completa delle presenze e delle reti in nazionale ― Italia | Cronologia completa delle presenze e delle reti in nazionale ― Italia |
| Data                                                                  | Città                                                                 | In casa                                                               | Risultato                                                             | Ospiti                                                                | Competizione                                                          | Reti                                                                  | Note                                                                  |
| --------------------------------------------------------------------- | --------------------------------------------------------------------- | --------------------------------------------------------------------- | --------------------------------------------------------------------- | --------------------------------------------------------------------- | --------------------------------------------------------------------- | --------------------------------------------------------------------- | --------------------------------------------------------------------- |
| 14-10-2023                                                            | Bari                                                                  | Italia                                                                | 4 – 0                                                                 | Malta                                                                 | Qual. Euro 2024                                                       | -                                                                     | 79’                                                                   |
| 17-10-2023                                                            | Londra                                                                | Inghilterra                                                           | 3 – 1                                                                 | Italia                                                                | Qual. Euro 2024                                                       | -                                                                     | 10’ 63’                                                               |
| 21-3-2024                                                             | Fort Lauderdale                                                       | Venezuela                                                             | 1 – 2                                                                 | Italia                                                                | Amichevole                                                            | -                                                                     |                                                                       |
| 6-9-2024                                                              | Parigi                                                                | Francia                                                               | 1 – 3                                                                 | Italia                                                                | UEFA Nations League 2024-2025 - 1º turno                              | -                                                                     | 81’                                                                   |
| 9-9-2024                                                              | Budapest                                                              | Israele                                                               | 1 – 2                                                                 | Italia                                                                | UEFA Nations League 2024-2025 - 1º turno                              | -                                                                     | 70’                                                                   |
| 10-10-2024                                                            | Roma                                                                  | Italia                                                                | 2 – 2                                                                 | Belgio                                                                | UEFA Nations League 2024-2025 - 1º turno                              | -                                                                     | 70’                                                                   |
| 14-10-2024                                                            | Udine                                                                 | Italia                                                                | 4 – 1                                                                 | Israele                                                               | UEFA Nations League 2024-2025 - 1º turno                              | -                                                                     | 73’                                                                   |
| 14-11-2024                                                            | Bruxelles                                                             | Belgio                                                                | 0 – 1                                                                 | Italia                                                                | UEFA Nations League 2024-2025 - 1º turno                              | -                                                                     | 69’                                                                   |
| 17-11-2024                                                            | Milano                                                                | Italia                                                                | 1 – 3                                                                 | Francia                                                               | UEFA Nations League 2024-2025 - 1º turno                              | -                                                                     | 83’                                                                   |
| 20-3-2025                                                             | Milano                                                                | Italia                                                                | 1 – 2                                                                 | Germania                                                              | UEFA Nations League 2024-2025 - Quarti di finale                      | -                                                                     |                                                                       |
| 23-3-2025                                                             | Dortmund                                                              | Germania                                                              | 3 – 3                                                                 | Italia                                                                | UEFA Nations League 2024-2025 - Quarti di finale                      | -                                                                     | 90+9’                                                                 |
| 6-6-2025                                                              | Oslo                                                                  | Norvegia                                                              | 3 – 0                                                                 | Italia                                                                | Qual. Mondiali 2026                                                   | -                                                                     | 83’                                                                   |
| Totale                                                                |                                                                       | Presenze                                                              | 12                                                                    |                                                                       | Reti                                                                  | 0                                                                     |                                                                       |

| Cronologia completa delle presenze e delle reti in nazionale ― Italia under 21 | Cronologia completa delle presenze e delle reti in nazionale ― Italia under 21 | Cronologia completa delle presenze e delle reti in nazionale ― Italia under 21 | Cronologia completa delle presenze e delle reti in nazionale ― Italia under 21 | Cronologia completa delle presenze e delle reti in nazionale ― Italia under 21 | Cronologia completa delle presenze e delle reti in nazionale ― Italia under 21 | Cronologia completa delle presenze e delle reti in nazionale ― Italia under 21 | Cronologia completa delle presenze e delle reti in nazionale ― Italia under 21 |
| Data                                                                           | Città                                                                          | In casa                                                                        | Risultato                                                                      | Ospiti                                                                         | Competizione                                                                   | Reti                                                                           | Note                                                                           |
| ------------------------------------------------------------------------------ | ------------------------------------------------------------------------------ | ------------------------------------------------------------------------------ | ------------------------------------------------------------------------------ | ------------------------------------------------------------------------------ | ------------------------------------------------------------------------------ | ------------------------------------------------------------------------------ | ------------------------------------------------------------------------------ |
| 3-9-2021                                                                       | Empoli                                                                         | Italia under 21                                                                | 3 – 0                                                                          | Lussemburgo under 21                                                           | Qual. Europeo Under-21 2023                                                    | -                                                                              | 63’                                                                            |
| 7-9-2021                                                                       | Vicenza                                                                        | Italia under 21                                                                | 1 – 0                                                                          | Montenegro under 21                                                            | Qual. Europeo Under-21 2023                                                    | -                                                                              | 67’                                                                            |
| 9-10-2021                                                                      | Zenica                                                                         | Bosnia ed Erzegovina under 21                                                  | 1 – 2                                                                          | Italia under 21                                                                | Qual. Europeo Under-21 2023                                                    | -                                                                              | 67’                                                                            |
| 12-10-2021                                                                     | Monza                                                                          | Italia under 21                                                                | 1 – 1                                                                          | Svezia under 21                                                                | Qual. Europeo Under-21 2023                                                    | -                                                                              |                                                                                |
| 22-9-2022                                                                      | Pescara                                                                        | Italia under 21                                                                | 0 – 2                                                                          | Inghilterra under 21                                                           | Amichevole                                                                     | -                                                                              | 46’                                                                            |
| 26-9-2022                                                                      | Castel di Sangro                                                               | Italia under 21                                                                | 1 – 1                                                                          | Giappone under 21                                                              | Amichevole                                                                     | -                                                                              | 46’                                                                            |
| 27-3-2023                                                                      | Reggio Calabria                                                                | Italia under 21                                                                | 3 – 1                                                                          | Ucraina under 21                                                               | Amichevole                                                                     | -                                                                              |                                                                                |
| 22-6-2023                                                                      | Cluj-Napoca                                                                    | Francia under 21                                                               | 2 – 1                                                                          | Italia under 21                                                                | Europeo Under-21 2023 - 1º turno                                               | -                                                                              | 88’                                                                            |
| Totale                                                                         |                                                                                | Presenze                                                                       | 8                                                                              |                                                                                | Reti                                                                           | 0                                                                              |                                                                                |

## Palmarès

### Competizioni internazionali
- UEFA Europa League: 1

Tottenham Hotspur: 2024-2025